# شلیک‌مرگبار (فیلم ۲۰۰۹)
شلیک‌مرگبار (به انگلیسی: Killshot) فیلمی محصول سال ۲۰۰۹ و به کارگردانی جان مدن است. در این فیلم بازیگرانی همچون داین لین، توماس جین، میکی رورک، جوزف گوردون لویت، رزاریو داوسون، هال هالبروک و لوئیس اسمیت ایفای نقش کرده‌اند.